# Ленг (Ченстоховський повіт)
Ленг (пол. Łęg) — село в Польщі, у гміні Крушина Ченстоховського повіту Сілезького воєводства.
Населення — 92 особи (2011).
У 1975-1998 роках село належало до Ченстоховського воєводства.

## Демографія
Демографічна структура станом на 31 березня 2011 року:
|          | Загалом | Допрацездатний вік | Працездатний вік | Постпрацездатний вік |
| -------- | ------- | ------------------ | ---------------- | -------------------- |
| Чоловіки | 48      | 6                  | 35               | 7                    |
| Жінки    | 44      | 7                  | 23               | 14                   |
| Разом    | 92      | 13                 | 58               | 21                   |